# François Maspero
François Maspero (Parigi, 19 gennaio 1932 – Parigi, 12 aprile 2015) è stato uno scrittore e traduttore francese.
È stato anche editore, libraio e direttore di periodici.

## Biografia
L'adolescenza di François Maspero è segnata dall'impegno della sua famiglia nella Resistenza. Suo padre, Henri Maspero, sinologo e professore al Collège de France, fu arrestato nel 1944 e morì nel campo di concentramento di Buchenwald. Suo fratello fu ucciso in guerra nel 1944. Sua madre, autrice di studi sulla Rivoluzione Francese, fu deportata nel lager di Ravensbrück ma riuscì a sopravvivere.
Nel 1955, a ventitré anni, François Maspero apre una libreria nel Quartiere Latino chiamata "La gioia di leggere" (chiuderà nel 1975). Ha creato nel 1959, in piena guerra d'Algeria, le Éditions Maspero, impegnate a sinistra. La squadra di partenza è composta, oltre che da lui stesso da Marie-Thérèse Maugis, poi Jean-Philippe Bernigaud e Fanchita Gonzalez Batlle, raggiunti in seguito da Émile Copfermann. Maspero si consacra all'editoria fino all'inizio degli anni '80. Nel 1978 fonda la rivista L'Alternative, che dirigerà fino al 1984, nel quale darà voce ai dissidenti di paesi del "socialismo reale".
Nel 1982, dopo un nuovo periodo difficile, decide di passare la mano ad una nuova redazione diretta da François Gèze. Lo storico Yves Mollier precisa che "l'accanimento poliziesco è costato caro ad un editore che è stato oggetto di diciassette condanne". Si licenzia senza liquidazione e cede le sue partecipazioni al nuovo direttore per un franco. La sua casa editrice cambierà nome ne La Découverte. Maspero non avrà più alcuna relazione con essa.
A partire dal 1984, François Maspero si consacra alla scrittura e pubblica "le sourire du chat". Questo romanzo è basato largamente sulle sue esperienze autobiografiche. Il seguente, Le Figuier, copre il periodo 1960-1967, evocando l'atmosfera della guerra d'Algeria e l'impegno dei movimenti di liberazione dell'America Latina.
Effettua per Radio-France dei reportages come "Cet hiver en Chine" nel 1986. Nel 1989, in compagnia della fotografa Anaïk Frantz, fa un "viaggio a lunga percorrenza" sulla linea B della RER parigina, "Les Passagers du Roissy-Express". Nel 1995, il documentario "Balkans-Transit", in compagnia del fotografo Klavdij Sluban, riassume cinque anni di viaggi tra il Mare Adriatico e il Mar Nero.
I personaggi dei suoi romanzi si ritrovano tutti nel suo libro "Le Vol de la mésange", traversata di un mezzo secolo e interrogazione sul senso della testimonianza. La sua cronaca della conquista dell'Algeria, "L'Honneur de Saint-Arnaud", è pubblicata a parigi e ad Algeri. Altra cronaca storica, "L'Ombre d'une photographe", Gerda Taro, fa rivivere la compagna di Robert Capa, morta a 27 anni a Madrid nel 1937.
Dal 1990, Maspero ha effettuato con Klavdij Sluban, delle inchieste sulla Bosnia (« Les murs de Sarajevo » nel 1995, « Retour en Bosnie » nel 1998), sull'America Latina (reportages su Cuba nel 1999, sui Caraibi nel 2000).
È uno degli organizzatori del Tribunale Russell sulla Palestina e membro del comitato patrocinatore di questo tribunale di opinione, i cui lavori sono iniziati il 4 marzo 2009.
Nello stesso tempo, traduce parecchi autori in lingua francese, tra cui John Reed, Álvaro Mutis, Jesús Díaz, Joseph Conrad e Arturo Pérez-Reverte.
Viene trovato morto nella vasca da bagno di casa sua, il 12 aprile 2015.